# Corispermoideae
Corispermoideae es una subfamilia de plantas perteneciente a la familia Amaranthaceae, anteriormente ubicada en Chenopodiaceae.

## Descripción
Las especies de la subfamilia Corispermoideae son plantas anuales. Las hojas son atenuadas, alternas, sésiles o como pecíolo. Típicos son (dendríticas) ramificadas con tricomas (excepto en Anthochlamys) en partes de las plantas jóvenes.
Las flores se disponen en inflorescencias o en espigas simples, compactas (a veces globulares). El perianto consta de 1-5 tépalos blancos, membranososs (desaparecido en algunas especies de Corispermum).

## Distribución
Corispermoideae se distribuye por Asia, Europa y Norteamérica.

## Taxonomía
Corispermeae fue descrita en 1840 por Alfred Moquin-Tandon (publicado en Chenopodearum Monographica Enumeratio, Loss, París, S. 182). Oskar Eberhard Ulbrich la elevó al nivel de subfamilia como Corispermoideae en 1934 (in Chenopodiaceae, S. 379–584 in Adolf Engler & Karl Anton Eugen Prantl (Edt.): Die Natürlichen Pflanzenfamilien Nachtr., Band 16 c, Engelmann, Leipzig).
Solo contiene una tribu:
- Tribu Corispermeae, con 3 géneros:
  - Agriophyllum M.Bieb.
  - Anthochlamys Fenzl.
  - Corispermum L.,